# NGC 7773
NGC 7773 је спирална галаксија у сазвежђу Пегаз која се налази на NGC листи објеката дубоког неба.
Деклинација објекта је + 31° 16' 37" а ректасцензија 23h 52m 10,0s. Привидна величина (магнитуда) објекта NGC 7773 износи 13,5 а фотографска магнитуда 14,3. NGC 7773 је још познат и под ознакама UGC 12820, MCG 5-56-15, CGCG 498-22, IRAS 23496+3059, PGC 72681.